# Takai Kōta
Takai Kōta (高井 幸大 (Cao-Tỉnh-Hạnh-Đại) sinh ngày 4 tháng 9 năm 2004) là cầu thủ bóng đá người Nhật Bản, đang thi đấu ở vị trí trung vệ cho câu lạc bộ Tottenham Hotspur và Đội tuyển bóng đá quốc gia Nhật Bản.

## Sự nghiệp câu lạc bộ
Takai lần đầu tiên có tên trong đội một Kawasaki Frontale tại giải đấu AFC Champions League Elite và vào ngày 18 tháng 4 năm 2022, anh chính thức có trận ra mắt chuyên nghiệp ở tuổi 17 khi vào sân thay người ở phút 58 trận thắng hủy diệt Quảng Châu 8-0. Anh thi đấu tổng cộng 78 trận cho đội một Kawasaki Frontale từ năm 2022 đến 2025.
Ngày 8 tháng 7 năm 2025, Takai chuyển đến Anh để khoác áo Tottenham Hotspur theo bản hợp đồng có thời hạn 5 năm với phí chuyển nhượng 5 triệu £. Với phí chuyển nhượng này, anh trở thành cầu thủ được bán ra nước ngoài có giá cao nhất của giải J1 League, vượt qua kỷ lục trước đó thuộc về Furuhashi Kyōgo.